# Libanon op de Olympische Jeugdwinterspelen 2012
Libanon was een van de landen die deelnam aan de Olympische Jeugdwinterspelen 2012 in Innsbruck, Oostenrijk.

## Deelnemers en resultaten
(m) = mannen, (v) = vrouwen 

### Alpineskiën
| Olympiër         | Onderdeel           | Resultaat | Prestatie                           |
| ---------------- | ------------------- | --------- | ----------------------------------- |
| Alexandre Mohbat | super g (m)         | 36e       | 1.14,42 (+9,97)                     |
| Alexandre Mohbat | supercombinatie (m) | 29e       | 1.57,98 (+17,53) (1.10,52, 47,46)   |
| Alexandre Mohbat | reuzenslalom (m)    | 30e       | 2.04,47 (+12,77) (1.04,26, 1.00,21) |
| Alexandre Mohbat | slalom (m)          | 28e       | 1.34,41 (+16,05) (48,53, 45,88)     |
|                  |                     |           |                                     |
| Celine Kairouz   | super g (v)         | 31e       | 1.25,79 (+20,01)                    |
| Celine Kairouz   | supercombinatie (v) | 29e       | 2.09,74 (+28,92) (1.21,08, 48,66)   |
| Celine Kairouz   | reuzenslalom (v)    | 39e       | 2.22,56 (+26,43) (1.11,26, 1.11,30) |
| Celine Kairouz   | slalom (v)          | -         | - (-) (DNF, -)                      |